# 양잔란
양잔란(兩盞蘭, 학명: Discyphus scopulariae 디스키푸스 스코풀라리아이[*])은 투구난초족의 단형 아족인 양잔란아족(兩盞蘭亞族, 학명: Discyphinae 디스키피나이[*])의 단형 속인 양잔란속(兩盞蘭屬, 학명: Discyphus 디스키푸스[*])에 속하는 유일한 종이다. 속명인 "디스키푸스"의 어원은 고대 그리스어로 "둘"을 뜻하는 "디스(δίς)"와 "잔"을 뜻하는 "스퀴포스(σκύφος)"이다.

## 종내 분류군
- D. s. var. longiauriculata Szlach.